# Hjallese Sogn
Hjallese Sogn er et sogn i Hjallese Provsti (Fyens Stift).
Hjallese Kirke blev indviet i 1983. Hjallese Sogn blev i 1984 udskilt af Dalum Sogn, som havde hørt til Odense Herred i Odense Amt. Dalum sognekommune var ved kommunalreformen i 1970 indlemmet i Odense Kommune.
I sognet findes følgende autoriserede stednavne:
- Hegningen (bebyggelse)
- Hjallese (bebyggelse, ejerlav)
- Hjallese Hestehave (bebyggelse)
- Hjallese Torp (bebyggelse)
- Sejerskov (bebyggelse)